# 대정여자고등학교
대정여자고등학교(大靜女子高等學校)는 대한민국 제주특별자치도 서귀포시 대정읍 하모리에 있는 공립 고등학교이다.

## 학교 연혁
- 1964년 3월 16일 : 대정여자고등학교 개교(대정중·고등학교에서 분리)
- 1964년 3월 16일 : 초대 교장 강달훈 선생 부임
- 1984년 3월 1일 : 대정여고 병설 대정여중 분리, 대정중학교에 통합
- 1996년 7월 5일 : 학교 수영장 완공
- 2003년 10월 31일 : 디지털 도서관 개관
- 2004년 2월 2일 : 학교체육관(수선관) 준공
- 2006년 10월 18일 : 학칙 변경 15학급 인가
- 2009년 2월 1일 : 본관건물 리모델링 완성 및 영어전용교실 완공
- 2009년 3월 1일 : 「영어교과 회화수업 정책 연구학교」 운영(~2011.02.28. 2년간)
- 2015년 3월 1일 : 제주형 자율학교 연장 운영(~2017.02.28. 2년간)
- 2022년 3월 1일 : 고교학점제 선도학교 운영(~2025.02.29. 3년간)
- 2022년 8월 8일 : 다목적관(늘해누리) 준공
- 2023년 9월 1일 : 제22대 교장 서자양 선생 부임
- 2025년 1월 23일 : 제59회 졸업 74명 (총 졸업생 수 7,679명)
- 2025년 3월 1일 : 자율형 공립고등학교 2.0 운영
- 2025년 3월 4일 : 제62회 입학 107명

## 참고 자료
- 대정여자고등학교 - 한국교육학술정보원 학교알리미